# Уотогская республика

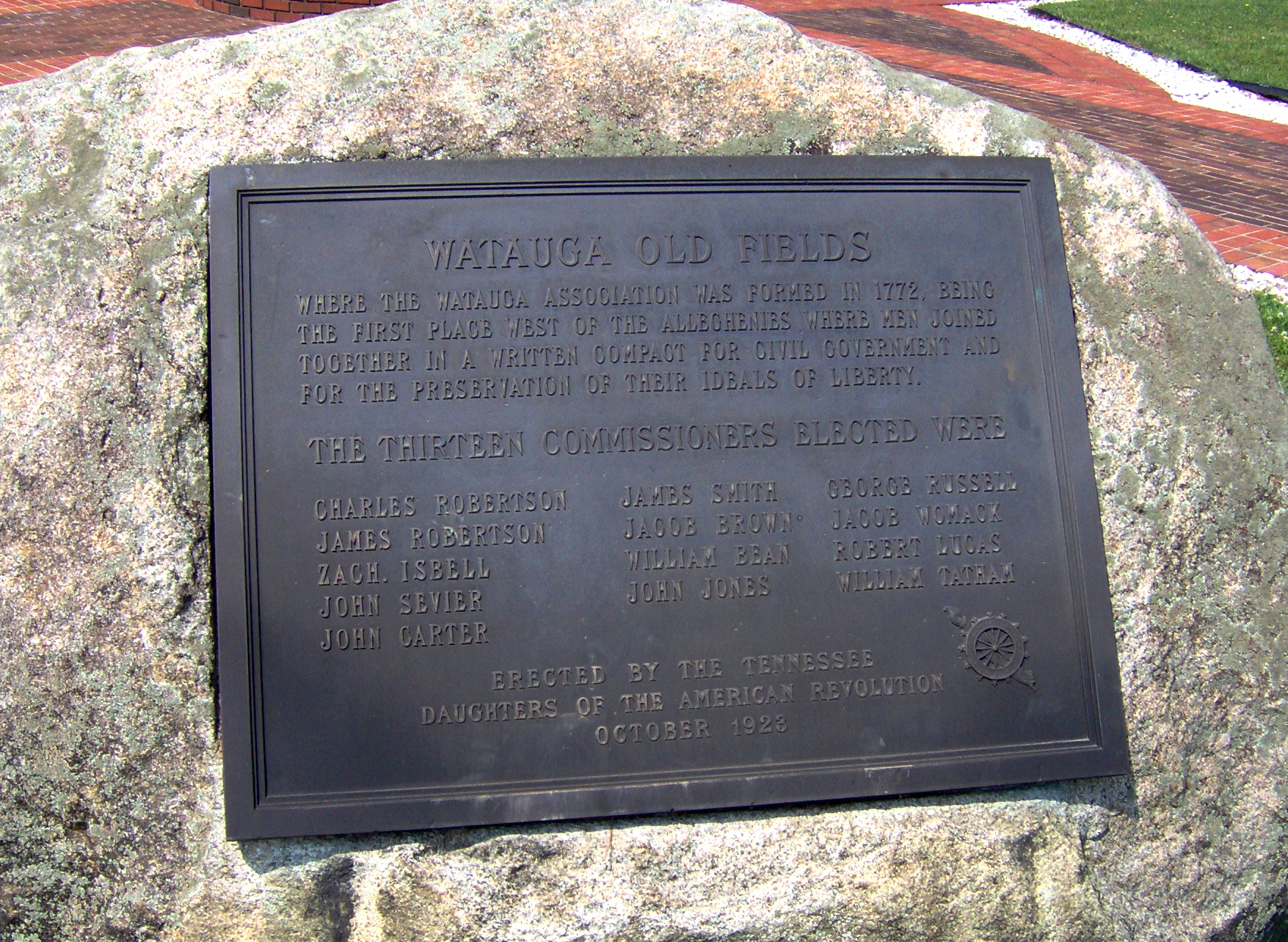
Мемориальная доска на месте учреждения Уотогской республики в Элизабеттоне.

Уотогская республика (англ. Republic of Watauga), или Уотогская ассоциация (англ. Watauga Association), — полунезависимое самоуправляемое сообщество, организованное в 1772 году колонистами в долине реки Уотога на месте современного города Элизабеттон в Теннесси. Республика просуществовала недолго, но стала основой для формирования штата Теннесси и примером для некоторых последующих правительств на территории фронтира. В ноябре 1776 года Северная Каролина присоединила Уотогу как Вашингтонский участок, а через год переформировала его в Округ Вашингтон. Территория Уотогской республики примерно совпадала с современными округами Вашингтон и Картер.
Республика никогда не объявляла о своей независимости от Великобритании, но она часто упоминается историками как самая ранняя попытка сформировать независимое демократическое правительство. Колониальный губернатор Вирджинии лорд Данмор считал Уотогу опасным примером правительства, независимого от британских властей. Теодор Рузвельт писал, что уотогские поселенцы были первыми американцами, создавшими свободное и независимое общество на континенте.

## Заселение долины Уотоги
Первыми поселенцами в долине реки Уотога стали жители западных округов колонии Северная Каролина, которым не нравились порядки в колонии и их недовольство выразилось в Восстании регуляторов. В 1771 году «регуляторы» были разбиты колониальным ополчением в сражении при Аламансе. Многие из них начали переселяться на запад ещё до сражения. Вирджинец Джеймс Робертсон (ирландский шотландец) прибыл в долину Уотоги в 1770 году и посеял кукурузу на Уотогском Старом Поле — участке, некогда расчищенном индейцами под посевы. Он собрал урожай в августе и вернулся обратно в свой дом на реке Ядкин, откуда вернулся на Уотогу со всей семьёй и соседями, участниками сражения при Аламансе. Около 1771 года в долину Уотоги переселился из долины Шенандоа Валентин Севьер и его сын Джон, будущий губернатор Теннесси.
В 1770 году ещё два вирджинца, Джон Картер и Уильям Паркер, основали поселение в долине, которая впоследствии стала известна как Картерс-Велли, около современного городка Чёрч-Хилл. Чероки вскоре начали протестовать против его присутствия, и он уехал в долину Уотоги, а его поселение было разграблено индейцами. В 1768 году другой «регулятор», Джон Риан, основал поселение на реке Ноличанки, а в 1772 году Эван Шелби и его сын Исаак Шелби основали поселение на притоке реки Холстон. Однако, в 1772 году британские власти отмаркировали границу между колониями и Индейской территорией в соответствии с Декларацией 1763 года, и оказалось, что три из этих четырёх поселений находятся вне пределов британской территории, поэтому Александр Кэмерон (заместитель Джона Стюарта, заведующего отношениями с индейцами) велел поселенцам Уотоги и Наличанки покинуть их территорию. Поселенцы Ноличанки переехали в Уотогу, но сами жители Уотоги решили не покидать свои земли, а попытаться както договориться с индейцами. Поселенцы потом утверждали, что сами индейцы просили их остаться, по версии же индейцев, поселенцы сами просили оставить их на этой территории. Поскольку Королевская декларация запрещала покупать землю у индейцев, то уотогцы взяли её в аренду сроком на 10 лет.

## Формирование республики
Колонисты, живущие севернее реки Холстон, находились в границах колонии Вирджиния и административно подчинялись крайнему западному округу: это был округ Ботетур, потом Финкасл, потом Вашингтон. Но жители поселений к югу от Холстона не относились к Вирджинии, проживали фактически в границах Северной Каролины, а эта колония не интересовалась своими западными территориями и не распространяла юрисдикцию крайних западных кругов за горы.
«Северная Каролина всегда была беспокойной и неорганизованной колонией, — писал Теодор Рузвельт в книге „Завоевание Запада“, — не способной навести закон и порядок даже на давно освоенных землях; поэтому было совершенно бесполезно обращаться к ней за помощью в управлении такой удалённой территорией. Более того, в тот момент, когда образовалось Уотогское сообщество, у Южной Каролины начались проблемы: началась открытая война между сторонниками губернатора Трайона с одной стороны и Регуляторами, как называли себя повстанцы, с другой, война, которая закончилась разгромом регуляторов при Аламансе».
Уотогские поселенцы оказались вне зоны действия какого-либо правительства, поэтому решили сами создать себе правительство, которое было названо Уотогской Ассоциацией. И подобно тому, как «отцы-пилигримы» некогда подписали Мэйфлауэрское соглашение, уотогские поселенцы также подписали 8 мая 1772 года своё собственное «соглашение», текст которого не сохранился до нашего времени. По соглашению, власть осуществлял суд (court), состоящий из пяти членов, шериф и клерк. Этот суд обладал и законодательной и судебной властью. Первыми пятью судьями стали Джон Картер, Джеймс Робертсон, Чарльз Робертсон, Захария Исбелл и Джейкоб Браун. Картер стал первым председателем суда.
Создавая своё правительство уотогцы не намеревались создавать независимое государство. Правительство было создано по крайней необходимости и как временная мера. Теодор Рузвельт также преувеличивал значимость уотогского правительства, утверждая, что Уотога несколько лет пользовалась всеми правами государства. Вместе с тем Уотогская республика действительно оказала влияние на мировоззрение теннессийцев и на последующую политическую культуру штата Теннесси.
Первые годы жители долину Уотога жили в мире с индейцами чероки, но в 1774 году произошёл конфликт: один из уотогских вирджинцев убил индейца. Джеймсу Робертсону пришлось ехать к индейцам и договариваться о мире, сильно рискуя при этом своей жизнью. Вероятно, именно в виде мести за это убийство чероки вскоре убили несколько вирджинцев и в их числе Джеймса, сына Даниеля Буна. В то же время чероки постоянно жаловались британским властям на уотогских поселенцев, поэтому 22 февраля 1774 года суперинтендант Стюарт обратился к колониальному губернатору Северной Каролины Джозайе Мартину с просьбой выселить уотогцев с их земли. Мартин издал прокламацию, призывающую уотогцев покинуть индейскую территорию, но те не подчинились.
В том же 1774 году конфликт между вирджинцами и индейцами огайской земли привёл к Войне Данмора. Осенью вирджинцы под командованием Эндрю Льюиса совершили поход в Огайо и разбили индейцев в сражении при Пойнт-Плезант; в этом походе участвовала рота капитана Эвана Шелби, набранная из поселенцев реки Холстон и нескольких уотогцев. Известно об участии Джеймса Робертсона и Валетина Севьера. В это же время индейцы совершили набег на Холстонскую долину. Полагая, что это были чероки, Джон Картер отправился на переговоры, но выяснилось, что это были индейцы минго.

## Договор при Сикамор-Шоалс

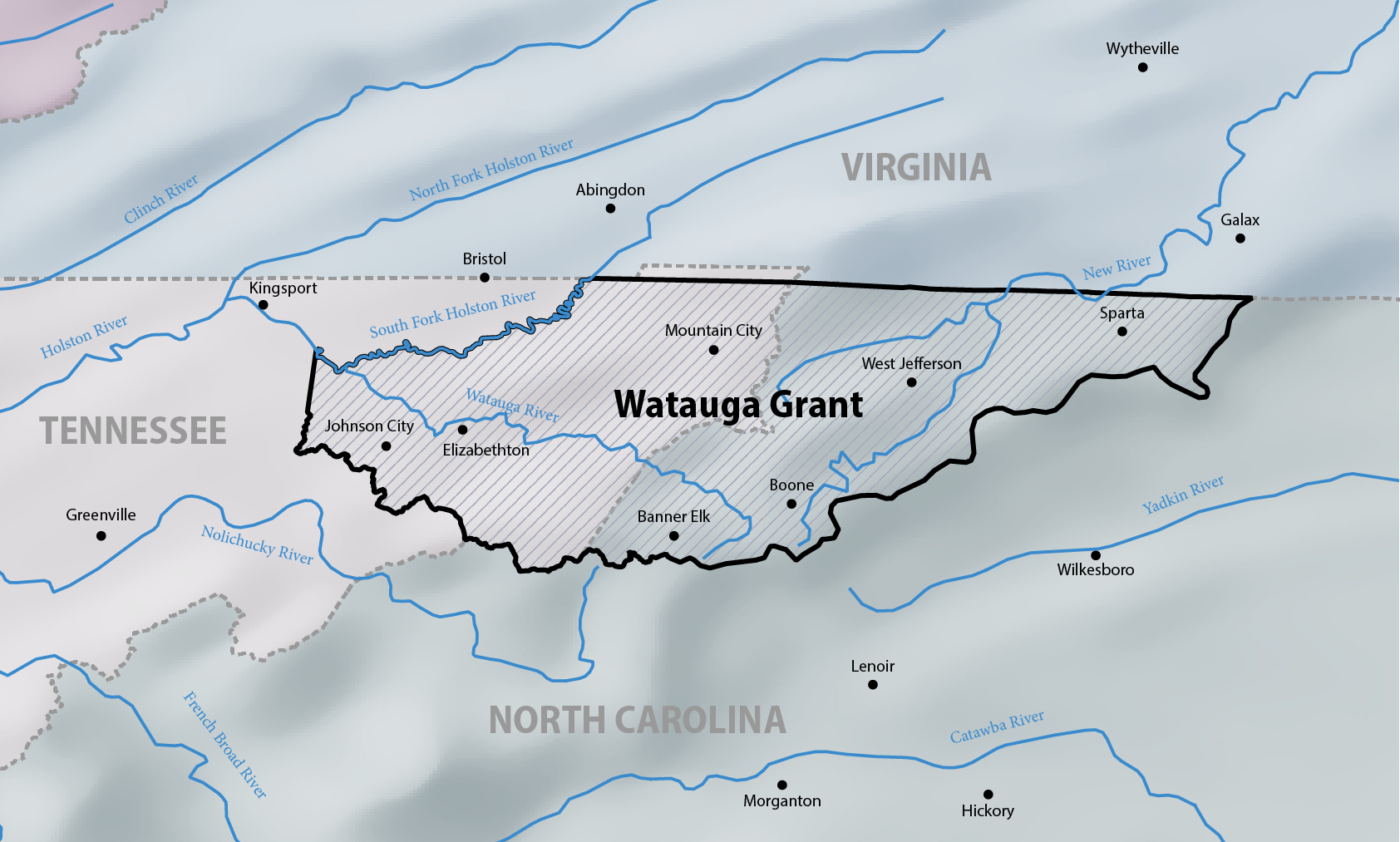
Территория Уотоги по договору при Сикамор-Шоалс 1775 года

Разгром Огайских индейцев при Пойнт-Плезант дал надежду на то, что можно будет основать поселения на территории Кентукки. Северокаролинский судья Ричард Гендерсон решил купить у чероки участок земли несмотря на то, что это было запрещено Королевской декларацией. Для этих целей 6 января 1775 года была организована Трансильванская кампания, а на март были назначены переговоры у Сикамор-Шоалс (Сикаморских порогов) на территории Уотогской республики. На переговоры прибыло 1800 индейцев и вполовину меньше белых, и в итоге 17 марта был заключён Договор при Сикамор-Шоалс, по которому чероки уступили большой участок земли за товары на сумму 10 тысяч фунтов.
Заключая эту сделку, Гендерсон утверждал, что юридическое решение, известное как Решение Кэмдена-Йорка позволяет покупать землю у индейцев (хоть оно и относилось к Индии). Жители Уотоги увидели, что Королевскую декларацию можно нарушать, и что чероки готовы на уступки, и начали переговоры относительно своего участка. В итоге Чарльз Робертсон подписал соглашение, по которому за 2000 фунтов чероки передали земли Уотоги, ранее взятые в аренду, в полную собственность жителей, причём в расширенных границах. Земли, оговоренные в этой сделке, стали известны, как Уотогский грант 1775 года или Грант Чарльза Робертсона. Колониальные власти Вирджинии и Северной Каролины объявили обе сделки при Сикамор-Шоалс незаконными, но так как уже через месяц произошли Сражения при Лексингтоне и Конкорде и фактически началась война колонистов с Британией, то эти заявления не произвели впечатления на колонистов. Однако же, эта позиция колониальных властей дала основание индейцам объявить обе сделки незаконными.

## Уотога в годы войны за независимость
В 1775 году в Вирджинии и Северной Каролине было ликвидировано колониальное правление и сформированы собственные правительства, которые постановили создать Комитеты спасения в некоторых округах. Жители Теннесси по многим причинам были на стороне революции: они желали освободиться от ограничений Королевской прокламации 1763 года, от власти британских чиновников (конкретно от Джона Стюарта), и также они надеялись, что революция лишит всяких прав владельцев Гренвиллского участка. Жители поселений к северу от реки Холстон находились в границах Вирджинии и организовали себе революционное правительство под руководством Эвана Шелби, а жители Уотогской республики переформировали своё правительство в новое, революционное, создав Комитет спасения из 13-ти членов, и избрали Джона Картера председателем. По этой причине Уотогская Ассоциация была переименована в «Вашингтонский участок» (при сохранении своих границ). Точно неизвестно, когда прошла эта реформа, но вероятно, это случилось где-то в конце 1775 года. Новое название стало первым случаем, когда какая-либо территория была названа в честь Джорджа Вашингтона, на тот момент главнокомандующего Континентальной армией.

На тот момент была уже реальная опасность нападений индейцев, поэтому 23 мая 1776 года уотогцы отправили петицию властям штата Вирджиния с просьбой об аннексии, но петиция была оставлена без ответа. Тогда 5 июля уотогцы составили и подписали петицию властям Северной Каролины: этот текст стал важнейшим источником по всей истории Уотогского сообщества. Петиция была получена Советом спасения Северной Каролины 22 августа, когда Северная Каролина уже объявила о своей независимости. Совет принял петицию, и велел уотогцам провести 15 октября выборы 5-ти делегатов на 5-й провинциальный конгресс Северной Каролины, которому предстояло создать первую конституцию штата. Были избраны Джон Картер, Джон Севьер, Чарльз Робертсон, Джон Хэйли и Джейкоб Уомак. Картер, Робертсон и Хэйли сали участниками конгресса 19 ноября, а Севьер участвовал в походе на чероки и прибыл на конгресс только 3 декабря. Уомак же вообще не смог присутствовать. В итоге 4 делегатов от Уотоги подписали Конституцию Северной Каролины 1776 года.
К конституции прилагался ордонанс, согласно которому Вашингтонский участок должен был иметь 18 мировых судей. Фактически, хоть эта территория и была названа участком (district), она по сути управлялась как округ в границах Солсберийского участка. Когда прошли выборы Ассамблеи штата, Вашингтонский участок выбрал Джона Картера в сенат штата, а Джон Севьер и Джейкоб Уомак стали членами Палаты представителей штата от Уотоги. Ассамблея собралась в Ньюберне в апреле 177 года и назначила 14 мировых судей для Вашингтонского участка. Был назначен шериф — вероятно, Валентин Севьер. Военная организация была такой же, как у любого северокаролинского округа: Джон Картер стал полковником, Джон Севьер подполковником, Чарльз Робьертсон майором. Если бы Уотога стала настоящим участком, то ей бы полагался бригадный генерал. Наконец, в ноябре Ассамблея ликвидировала путаницу в названиях и переименовала Вашингтонский участок в округ Вашингтон. К его границам была приписана вся та территория, что впоследствии стала штатом Теннесси.

## Война с чероки (1776—1777)

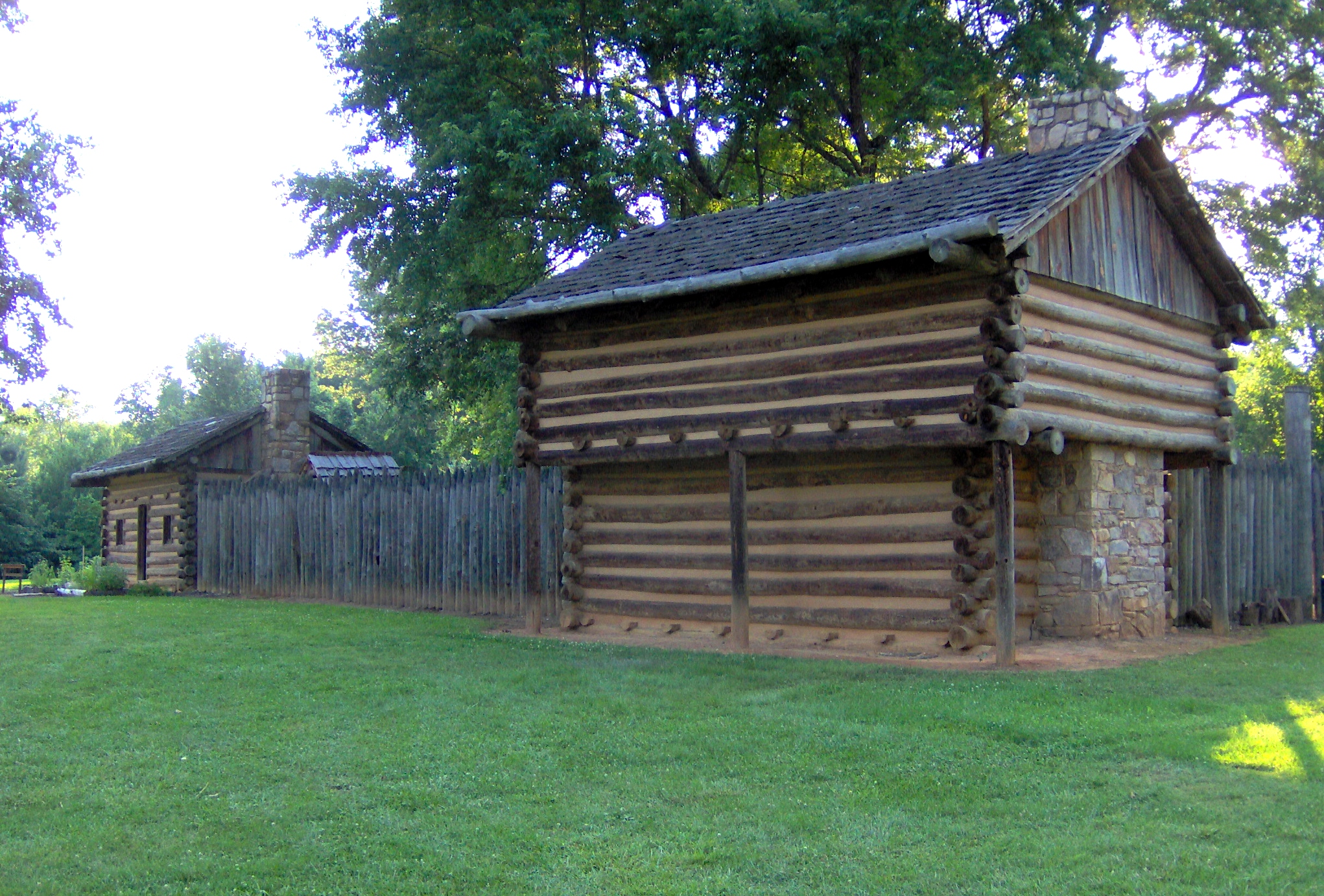
Форт Уотога (реконструкция).

Летом 1776 года индейцы чероки начали нападать на теннессийских поселенцев. Те решили, что индейцы действуют по наущению британских агентов, и долгое время эта точка зрения доминировала в литературе, и только в 1930 году была изучена переписка Джона Стюарта, которая показала, что он отговаривал чероки от боевых действия. Сам Стюарт в то время бежал из Чарльстона в Сент-Огастин, и оттуда снабжал индейцев оружием для охоты, хотя и опасался, что они применят его против поселенцев. Он писао индейцам, что война англичан с американцами — внутренний конфликт белых людей, в который не надо вмешиваться. В октябре 1776 года Томас Гейдж велел Стюарту привлеч индейцев к войне с американцами, но Стюарт ответил, что не может организовать такую войну, потому что могут пострадать и лоялисты колоний. В итоге он лично отправился к чероки с грузом оружия и призвал их воевать в союзе с лоялистами, по заранее разработанному плану, хотя и понимал, что будет трудно контролировать молодых индейцев. Чероки пожаловались ему на уотогских поселенцев, но Стюарт напомнил им, что уотогцы живут здесь только вследствие того, что индейцы сами заключили с ними договор (При Сикамор-Шоалс), вопреки предостережениям британских властей.
7 мая 1776 года Стюарт написал письмо жителям Уотоги, предупреждая их о том, что индейцы могут напасть, и что тем лучше покинуть поселения и перебраться в другие места, например, во Флориду, где верные королю граждане смогут получить земельные гранты. Уотогские поселенцы были встревожены этим письмом, но твёрдо решили оставаться на своей земле. Им надо было выиграть время на подготовку к обороне, поэтому 13 мая они написали письмо, подписанние Джоном Картером, где выразили удивление враждебностью индейцев, сообщили о своей готовности обсуждать предложения о переселении и заявили что они, «во всяком случае, некоторые из нас» готовы служить королю. 23 мая Стюарт прислал ответ, обещая дать уотогцам 40 дней на выселение. Между тем уотогцы запросили помощи у властей округа Финкасл, но те вместо помощи предложили им переселиться за пределы земель чероки. Власти Финкасла даже послали письмо индейцам чероки, в котором предлагали им не нападать на теннессийцам, а адресовать все жалобы в Конгресс, но тон письма был таков, что только разозлил чероки, и Стюарт обнаружил, что теперь стало совершенно невозможно удержать их от нападений на белых.

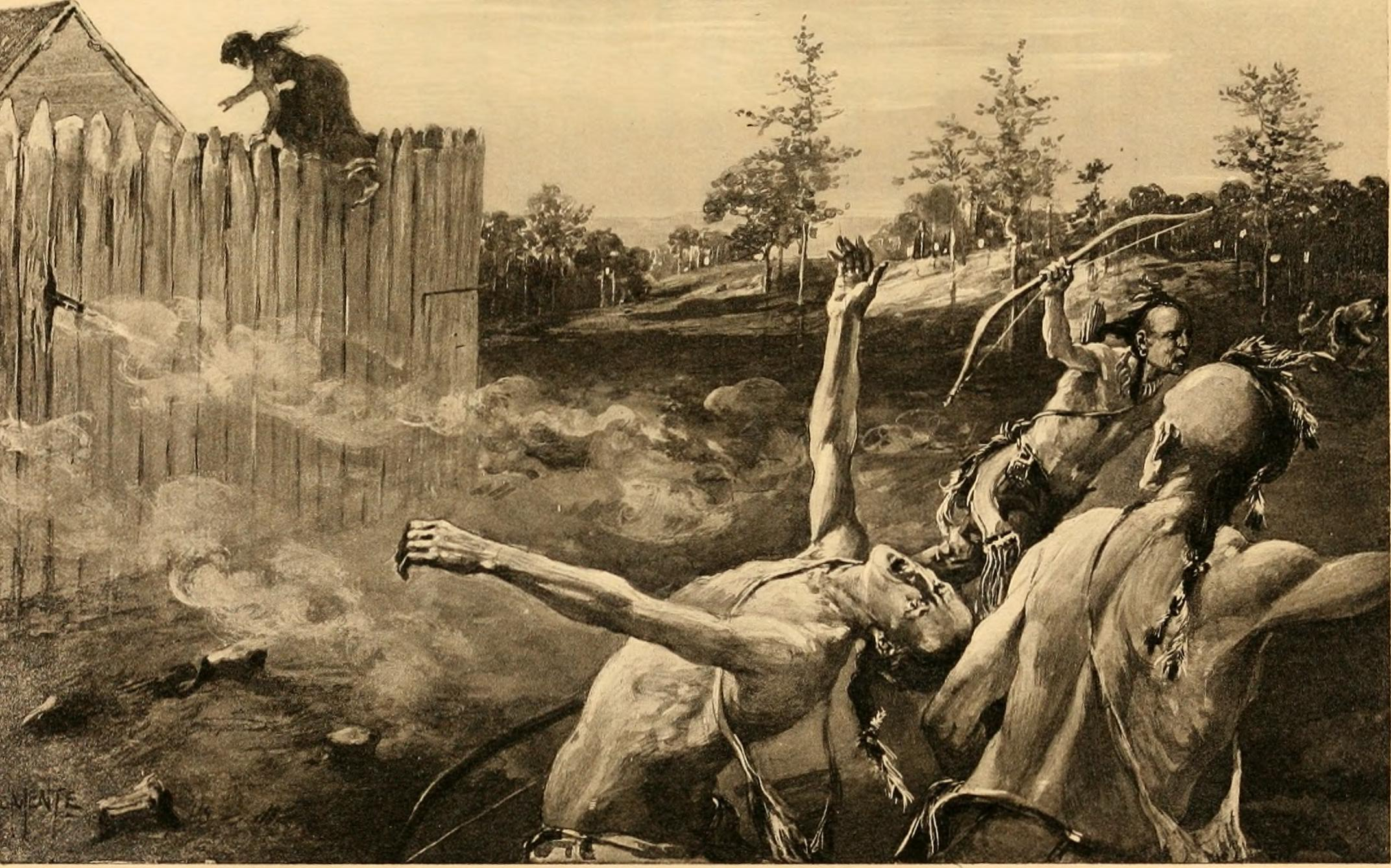
Атака форта Уотога 21 июля. Спасение Кэтрин Шэрилл.

Перед нападением индейцев колонисты успели построить несколько фортов: ближайшим к чероки был Форт Ли в долине Ноличанки, но он был недостроен. В долине Уотоги находился Форт Кэсвелл, известный также как Форт Уотога, на месте Бристоля стоял Форт Шелби, и было ещё несколько мелких укреплений. Когда прили слухи о приближении индейцев, жители Ноличанки покинули свои дома, у Джона Севьера в форте Ли осталось всего 15 военных, поэтому он эвакуировал форт и отступил в форт Уотога. Индейцы шли армией в 700 человек, которая была разделена на три отряда: один отряд Волочащий (или Несущий) Каноэ вёл в сторону Вирджинии, второй отряд вождь Олд Абрам вёл на Уотогу, а третий отряд шёл в Картер-Велли. Первый отряд подошёл к укреплению Итон-Стейшен, которое оборонял отряд Уильяма Кока. Опасаясь, что индейцы обойдут укрепление и нападут на поселенцев, Кок вышел из укрепления, атаковал противника и разбил индейцев в сражении при Айленд-Флэтс 20 июля. Волочащий Каноэ был ранен в этом бою.
На следующий день индейцы напали на форт Уотога. Они застали колонистов врасплох: жена Джона Севьера, Кэтрин Шэрилл, находилась в поле и доила коров, и едва успела добежать до форта и перебраться через его стену при помощи мужа. Первая атака была отбита, после чего чероки две недели осаждали форт, придумывая различные способы его захвата. Одна такая попытка произошла, когад женщины кипятили воду для стирки белья, и в критический момент они сумели вылить её на головы индейцев и тем сорвали нападение.
Через несколько месяцев власти штата Вирджиния отправили в земли чероки отряд ополчения под командованием полковника Уильяма Кристиана. К этому отряду присоединился отряд из Уотоги. Ополченцы собрались в форте Патрик Генри в сентябре 1776 года. Индейцы сразу покинули свои поселения на реке Литтл-Теннесси и стали договариваться о мире и новой линии границы. Вождь Волочащий Каноэ отказался идти на переговоры, увёл своих людей на запад к реке Чикамога, где они со временем превратились в так называемых «чикамогских индейцев» и создавали много проблем жителям Теннесси и Кентукки, что стало прологом к войнам чикамога. Летом 1777 года в местечке Лонг-Айленд начались мирные переговоры, в которых Эван Шелби участвовал в составе вирджинской делегации. По условиям Лонг-Айлендского договора чероки отказались от претензий на все земли, населённые белыми.

## Политические последствия
Уотогская «ассоциация» стала примером для нескольких последующих. В конце 1770-х началось заселение долины реки Камберленд, и к 1780 году там проживало уже 300 человек. Формально они находились в границах округа Вашингтон, но так как они оказались слишком далеко от властей округа, то колонисты, подобно основателям Уотогской республики, создали свою «ассоциацию», то есть, органы самоуправления. Эта форма правительства была учреждена 13 мая 1780 года, когда поселенцы Камберленда подписали Камберлендское соглашение.
2 июня 1784 года ассамблея Северной Каролины официально отказалась от западных земель, а 23 августа в Джонсборо собрался конвент представителей округов Вашингтон, Салливан и Грин под председательством Джона Севьера. Он тоже постановил создать «ассоциацию» для создания нового штата и для переговоров с Конгрессом о его признании. Так появился Штат Франклин, которому не удалось добиться признания, и который прекратил существование к 1789 году.
Когда Северная Каролина восстановила юрисдикцию над территорией штата Франклин, небольшая часть этого штата, к югу от реки Френч-Броад, оказалась вне официальных границ Северной Каролины, хотя там и были поселения колонистов. Не имея возможности управляться Северной Каролиной, колонисты оказались примено в том же положении, что и поселенцы Уотоги, поэтому в январе 1789 года они составили «Статьи ассоциации», близкие по сути к Уотогскому соглашению, с той разницей что вводили в действе не законы Вирджинии, а законы Северной Каролины.

### Статьи
- JOSHUA W. CALDWELL. THE WATAUGA ASSOCIATION (англ.) // The American Historical Magazine. — Tennessee Historical Society, 1898. — Vol. 3, iss. 4. — P. 312—315.
- Ben Allen and Dennis T. Lawson. The Wataugans and the "Dangerous Example" (англ.) // Tennessee Historical Quarterly. — Tennessee Historical Society, 1967. — Vol. 26, iss. 2. — P. 137—147.